# Ruben Alves
Ruben Alves (París, 9 de enero de 1980) es un actor, guionista y director de cine franco-portugués, muy conocido por su película La jaula dorada que escribió y dirigió.

## Biografía
Alves es descendiente de inmigrantes portugueses llegados a Francia. A los 20 años, se convierte en actor a tiempo completo. Inicialmente, hace papeles menores en producciones francesas para televisión y en algunos cortos.
Su debut como director, aparte del corto Á l'abri des regards indiscrets (2012), fue en el año 2013 con la comedia La jaula dorada. La película está inspirada en la vida de sus padres y en ella Alves tiene un pequeño papel interpretando a Miguel. Esta película ha sido un gran éxito en Francia y Portugal, además de otros países, incluyendo Australia. En Portugal, se convirtió en la película más vista del año 2013 con 755 000 espectadores. En Alemania se tituló Portugal, mon amour en los cines. En Francia tuvo 1,2 millones de espectadores y se vendió bien internacionalmente.
Más tarde, en el año 2014 Alves actúa en Yves Saint Laurent, una película biográfica sobre la vida de este diseñador de moda.
En el año 2017 dirige el documental As vozes do Fado, con Christophe Fonseca, proyectada en el cine Le Lincoln de París. Más tarde, se lanzó el disco compacto Amália: Vozes do Fado, un homenaje a la cantante de fados Amália Rodrigues.
En el año 2018, Alves comienza a trabajar en una próxima comedia titulada Miss, con el productor Hugo Gelin y protagonista el conocido modelo Alexandre Wetter, como un joven que anhela ganar el concurso de Miss Francia. La película se estrenó en 2020 y ha sido bien recibida por la crítica y el público.

## Vida personal
En el año 2017 estaba residiendo en Bairro Alto, Lisboa, en el sitio donde venía de vacaciones cuando vivía en París.

## Filmografía

### Película
| Año  | Título                                     | Papel               |
| ---- | ------------------------------------------ | ------------------- |
| 2001 | La vie sans secret de Walter Nions (Corto) | Hermano Diane       |
| 2002 | À l'abri des regards indiscrets (Corto)    | Pierre-Cyril        |
| 2004 | La chepor (Corto)                          | Vendedor boutique 1 |
| 2004 | Pédale dure                                | Bribón              |
| 2005 | Un truc dans le genre                      | Youssef             |
| 2006 | Madame Irma                                | Servidor            |
| 2008 | Secrets of State                           | Nuevo recluta       |
| 2013 | The Gilded Cage                            | Miguel              |
| 2014 | Yves Saint Laurent                         | Fernando Sanchez    |
| 2015 | Tales from the Circus (Corto)              | Will                |
| 2016 | Demain tout commence                       | Servidor de noche   |

### TV
| Año  | Título                           | Papel              | Notas                  |
| ---- | -------------------------------- | ------------------ | ---------------------- |
| 2002 | Madame le proviseur              | (papel sin nombre) | TV Series, 1 episodio  |
| 2004 | Même âge, même adresse           | (papel sin nombre) | TV Series, 1 episodio  |
| 2005 | Clara Sheller                    | Hervé              | TV Series, 2 episodios |
| 2006 | Le juge est une femme            | Sébastien          | TV Series, 1 episodio  |
| 2006 | C com-ç@                         | Florian            | TV Series, 1 episodio  |
| 2008 | Les Bougon                       | (papel sin nombre) | TV Series, 1 episodio  |
| 2009 | La fille au fond du verre à saké | Joaquim            | TV Series, 1 episodio  |
| 2010 | Maison Close                     | Policia #1         | TV Series, 2 episodios |
| 2010 | Empreintes criminelles           | Robert             | TV Series, 1 episodio  |

### Director
| Año  | Título                                  |
| ---- | --------------------------------------- |
| 2002 | À l'abri des regards indiscrets (Corto) |
| 2013 | The Gilded Cage                         |
| 2017 | As Vozes do Fado (Documental)           |
| 2020 | Miss                                    |